# 殷行路
殷行路是中華人民共和國上海市楊浦區一條東西走向道路，西起國權北路，東至軍工路，全長4.6公里。道路名稱來自於道路所在的行政區劃殷行鄉。道路始建於1921年。2004年11月23日，殷行路490弄的工地上出土一具明朝女尸。